# Прічард (Алабама)
Прічард (англ. Prichard) — місто (англ. city) в США, в окрузі Мобіл штату Алабама. Населення — 19 322 особи (2020).

## Географія
Прічард розташований за координатами 30°46′23″ пн. ш. 88°7′51″ зх. д. / 30.77306° пн. ш. 88.13083° зх. д. (30.773095, -88.130721).  За даними Бюро перепису населення США в 2010 році місто мало площу 66,02 км², з яких 65,50 км² — суходіл та 0,53 км² — водойми.

## Демографія
Згідно з переписом 2010 року, у місті мешкало 22 659 осіб у 8240 домогосподарствах у складі 5659 родин. Густота населення становила 343 особи/км².  Було 9891 помешкання (150/км²).
Расовий склад населення:
| - 85,8 % — чорних або афроамериканців - 12,5 % — білих - 0,4 % — корінних американців - 0,1 % — азіатів |

До двох чи більше рас належало 0,9 %. Частка іспаномовних становила 0,8 % від усіх жителів.
За віковим діапазоном населення розподілялося таким чином: 26,0 % — особи молодші 18 років, 60,8 % — особи у віці 18—64 років, 13,2 % — особи у віці 65 років та старші. Медіана віку мешканця становила 35,8 року. На 100 осіб жіночої статі у місті припадало 85,5 чоловіків;  на 100 жінок у віці від 18 років та старших — 80,5 чоловіків також старших 18 років.
Середній дохід на одне домашнє господарство  становив 34 295 доларів США (медіана — 23 785), а середній дохід на одну сім'ю — 40 060 доларів (медіана — 31 263). Медіана доходів становила 34 819 доларів для чоловіків та 25 666 доларів для жінок. За межею бідності перебувало 36,3 % осіб, у тому числі 49,6 % дітей у віці до 18 років та 17,3 % осіб у віці 65 років та старших.
Цивільне працевлаштоване населення становило 6516 осіб. Основні галузі зайнятості: освіта, охорона здоров'я та соціальна допомога — 29,9 %, роздрібна торгівля — 13,2 %, мистецтво, розваги та відпочинок — 10,3 %, виробництво — 8,9 %.